# Thorpe Bassett
Thorpe Bassett – wieś w Anglii, w hrabstwie North Yorkshire, w dystrykcie (unitary authority) North Yorkshire. Leży 34 km na północny wschód od miasta York i 296 km na północ od Londynu.